# Alseno
Alseno (emilián nyelven Alsëin) település Olaszországban, Emilia-Romagna régióban, Piacenza megyében. Lakosainak száma 4684 fő (2023. január 1.). Alseno Besenzone, Castell’Arquato, Fidenza, Fiorenzuola d’Arda, Vernasca, Busseto és Salsomaggiore Terme községekkel határos.

## Népesség
A település népessége az elmúlt években az alábbi módon változott:
| Lakosok száma | 4718 | 4695 | 4684 |
|               | 2017 | 2018 | 2023 |